# Любов і полум'я Твікст
Любов і полум'я Твікст (англ. Twixt Love and Fire) — американська короткометражна кінокомедія Джорджа Ніколса 1914 року з Роско Арбаклом в головній ролі.

## У ролях
- Роско ’Товстун’ Арбакл — арктичний мандрівник
- Пеггі Пірс
- Гарольд Ллойд